# 17656 Hayabusa
17656 Hayabusa è un asteroide della fascia principale. Scoperto nel 1996, presenta un'orbita caratterizzata da un semiasse maggiore pari a 2,8042507 UA e da un'eccentricità di 0,0786888, inclinata di 3,47522° rispetto all'eclittica.